# 須藤美樹
須藤 美樹（すとう みき、1983年7月26日 - ）は、日本の女優。秋田県出身。株式会社pyxis（ピクシス）所属。

## 経歴

### PV
- 2007年：東方神起 「Choosy Lover」
- 2007年：175R「夢で逢えたなら」
- 2007年：サンボマスター「very special!!」
- 2007年：FLOW「NIGHT PARADE by FLOW ∞ HOME MADE 家族」
- 2007年：青山テルマ「My dear friend」
- 2007年：SPECIAL OTHERS「Laurentech」
- 2007年：Kara「Yell」
- 2009年：傳田真央「Bitter sweet」
- 2009年：九州男「桜道」
- 2009年：May J.「もし君と feat, キマグレン」
- 2009年：マボロシ「記念日 Feat. さかいゆう」
- 2009年：DJ MAKIDAI feat,青山テルマ「Dream Lover」
- 2009年：クレンチ&ブリスタAlone 〜君に伝えたくて〜 with MAYO

### Stand in
- 2007年：EXILE「I Believe」
- 2008年：倖田來未　Kingdom Live出し映像

### 舞台
- 2012年6月:高田馬場　RABINEST・作・演出　春田春香　Doll castlletle〜人形の館〜
- 2012年8月：渋谷　THEGAME・作・演出　　 Rabbitear.iris

## 人物・エピソード
- 幼い頃リカちゃんの絵本を読んでリカちゃんが客室乗務員をしている姿を見て客室乗務員を目指す。
- 幼少時代は大自然秋田の中でのびのびと育ち、かけっこや水泳が得意だった。また手芸や工作も得意。
- 学生時代は美術部と生徒会。
- 平成14年東京に上京し、客室乗務員の専門学校に通う。
- 平成16年中国でのSARSの影響により、客室乗務員の就職を諦め、旅行会社に入社。
- 平成16年将来について悩みもっと違うことがしたいと思い、会社を退職。
- 平成17年ダイエットがきっかけでダンスと出会う。
- 平成21年日本元気劇場に入団し、歌、芝居、エアリアルシルクに出会い、現在はダンスだけでなく幅広く活動している。
- 平成23年株式会社pyxis所属。

## 受賞歴
- 2008年：2008FITNESS JOURNAL ダンスEXコンテスト3位
- 2008年：2008MIXED NUTS 夏作品コンテスト最優秀作品賞
- 2009年：2009FITNESS JOURNAL ダンスEXコンテスト2位
- 2009年：A Happy New Year Party in サンリオピューロランド フリースタイル部門 グランプリ